# (3040) Kozai
(3040) Kozai (1979 BA) – planetoida z grupy przecinających orbitę Marsa okrążająca Słońce w ciągu 2,5 lat w średniej odległości 1,84 j.a. Odkryta 23 stycznia 1979 roku.